# Jaktlagen
Jaktlag (1987:259) är en svensk lag som reglerar var, när och hur jakt får bedrivas. 
I Jaktlagen regleras var man får jaga, dvs. vem som har jakträtt (markägare och jaktarrendator). Brott mot jaktlagen rubriceras oftast som "jaktbrott". 
Jaktstadgan reglerade när jakt fick bedrivas; jakttider för olika vilt och tillåten tid på dygnet. I Jaktstadgan reglerades även vilka jaktvapen, jaktmetoder och hjälpmedel som fick användas. Brott mot jaktstadgan rubricerades som "olaga jakt". Jaktstadgan upphävdes 1 januari 1988.
I dagligt tal kallas både olaglig och olovlig jakt för tjuvjakt. Straffet för jaktbrott är böter eller, i grova fall, fängelse. De leder ofta till att gärningsmanens eventuella vapenlicenser återkallas. 